# Јован X Цариградски
Јован X Цариградски (грч. Ἰωάννης Καματηρός; умро маја 1206) био је васељенски патријарх Цариграда од 5. августа 1198. до маја 1206. године.

## Живот
Јован је био члан породице Каматерос којој су припадали претходни патријарх Василије II Цариградски и царица Ефросина Дука Каматера, супруга Алексија III Анђела (владала 1195–1203). Образован човек, добро упућен у класичну књижевност, реторику и филозофију, заузимао је низ црквених положаја, достигавши положај хартофилакса, који је заузимао у време свог уздизања на патријаршијски престо.
Између 1198 и 1200. године, разменио је писма са папом Иноћентијем III о питању папске надмоћи и клаузуле Филиокве. Оспоравао је римско право на примат засновано на Светом Петру и тврдио да у стварности његов примат произилази из чињенице да је Рим био стара царска престоница. Интервенисао је у нередима у Цариграду против хапшења банкара Каломодија и обезбедио његово ослобађање, али током пуча Јована Комнина Дебелог 31. јула 1200. године, сакрио се у ормар док су побуњеници преузели контролу над Ајом Софијом.
Јован X је остао на власти након свргавања Алексија III у јулу 1203. године, и према западним изворима, и он и Алексије IV Анђел, угрожени Четвртим крсташким ратом, признали су папску надмоћ исте године. Након заузимања Цариграда током Четвртог крсташког рата 1204. године, првобитно је побегао у Дидимотику у Тракији. Године 1206, цар Никеје Теодор I Ласкарис позвао га је у Никеју, где је основао Никејско царство, византијску грчку државу наследницу, али је Јован X одбио, можда због своје поодмакле старости, и умро је у мају исте године.
Крсташи су потом успоставили Латинску патријаршију у Цариграду, док је Теодор I Ласкарис једноставно створио ново привремено седиште Васељенске патријаршије у Никеји, која је на крају враћена у Цариград са остатком Царства 1261. године.